# Muelle de Puerto Colombia
El muelle de Puerto Colombia es una estructura ubicada en el municipio de Puerto Colombia, Atlántico, Colombia. Entre 1893 y 1936 funcionó como terminal marítimo de Barranquilla para el embarque y desembarque de mercancías y personas, y hasta los años 1920 fue considerado el más importante puerto marítimo de Colombia.

## Historia
El muelle fue construido en 1888, concebido como parte final del terminal marítimo de Barranquilla ubicado en Puerto Colombia. Su diseño y construcción estuvieron a cargo del ingeniero cubano Francisco Javier Cisneros. Fue considerado una de las más notables construcciones del siglo XIX en Colombia debido a su importancia como principal puerto marítimo y por el hecho de ser en su momento el segundo muelle más largo del mundo.
El muelle de Puerto Colombia fue el epicentro del comercio exterior colombiano hasta los años 1920, cuando Buenaventura superó a Barranquilla en movimiento de carga. Al construirse en 1936 el canal de Bocas de Ceniza, que permite el ingreso de barcos hasta el terminal marítimo reubicado desde entonces cerca del casco urbano de Barranquilla, el muelle de Puerto Colombia quedó condenado al olvido e inició su progresivo deterioro.
En 1956 se creó una junta prodefensa del muelle y una delegación de Puerto Colombia apoyada por otros municipios   presentó una solicitud al Gobierno Nacional para que se habilitara el muelle para actividades turísticas en un Congreso Nacional de Sociedades de Mejoras Públicas.

## Deterioro
Debido al fuerte oleaje del mar y la falta de mantenimiento, varios tramos del muelle de Puerto Colombia han colapsado. En 2009 se presentó el primer derrumbamiento de un tramo de 200 metros, por lo que fue restringido el paso de los turistas hacia esa parte de la estructura. Con el transcurrir de los años, otras cuatro franjas del muelle se derrumbaron. El 8 de julio de 2012 en horas de la madrugada colapsó otro tramo de unos 20 metros, por lo que el muelle se encuentra dividido en cinco partes. En diciembre de 2012 se anunció su restauración por parte de la Gobernación del Atlántico y del Ministerio de Cultura.

## Recuperación
Para el mes de marzo de 2014 se anunció la recuperación de los primeros 200 metros con un presupuesto de $ 26 mil millones, según la Gobernación del Atlántico. Mientras que otros $ 7000 millones se destinarían para la construcción de varios espolones.
El 5 de julio de 2019 la empresa colombo francesa Soletanche Bachy Cimas, inicia la demolición completa del muelle por encargo del gobernador del Atlántico Eduardo Verano De La Rosa.
En septiembre de 2021, el muelle estaba en sus últimas etapas de remodelación.